# Ranet Kaljola
Ranet Kaljola (ur. 9 czerwca 1999) – estoński zapaśnik walczący w stylu klasycznym. Zajął ósme miejsce na mistrzostwach świata w 2021. Ósmy w indywidualnym Pucharze Świata w 2020. Jedenasty na mistrzostwach Europy w 2020. Brązowy medalista mistrzostw nordyckich w 2021 roku.